# SJ Ra
Die Ra oder Rapid war eine elektrische Lokomotive der Schwedischen Staatsbahnen (SJ). Insgesamt wurden zehn Stück von Allmänna Svenska Elektriska Aktiebolaget hergestellt. Die Ra wurden als Schnellzuglokomotiven verwendet und waren bis in die 1990er Jahre im Einsatz.

## Geschichte
Schon in den 1940er Jahren hatte sich abgezeichnet, dass die SJ schnellere Lokomotiven für ihre Schnellzüge benötigten. Daher wurden 1953 bei ASEA zwei elektrische Drehgestell-Lokomotiven bestellt. Die Formgebung der Maschinen war wie die der NOHAB AA16 von nordamerikanischen Lokomotiven inspiriert, vor allem die Gestaltung der Führerstände mit ihren abgerundeten Vorbauten („Bulldog noses“). Die Lokomotiven waren orange lackiert und trugen einen blauen Zierstreifen. Damit hoben sie sich deutlich von den übrigen schwedischen Elektroloks ab, die damals braun lackiert waren. 
Da sich die beiden 1955 gelieferten Maschinen bewährten, bestellte SJ bei ASEA weitere acht Stück desselben Typs, die 1961 geliefert wurden. Später wurden alle zehn Fahrzeuge modernisiert und bekamen eine orange-weiße Lackierung nach dem Schema der Baureihe Rc sowie kleinere Scheinwerfer des Typs Marschal. Obwohl die reguläre Höchstgeschwindigkeit auf schwedischen Strecken in den 1950er Jahren lediglich 130 km/h betrug, waren die Loks der Baureihe Ra für eine Höchstgeschwindigkeit von 150 km/h ausgelegt. Sie kamen hauptsächlich auf den Linien Stockholm–Göteborg und Stockholm–Oslo zum Einsatz. Ab etwa 1970 wurden die Ra-Lokomotiven nach und nach durch Maschinen des Typs Rc aus dem hochwertigen Dienst verdrängt und beförderten von da an vor allem Regionalzüge in den Bereichen Mälardalen und Bergslagen.
Bei SJ wurden die Loks zwischen 1987 und 1996 außer Dienst gestellt.

## Erhaltene Lokomotiven

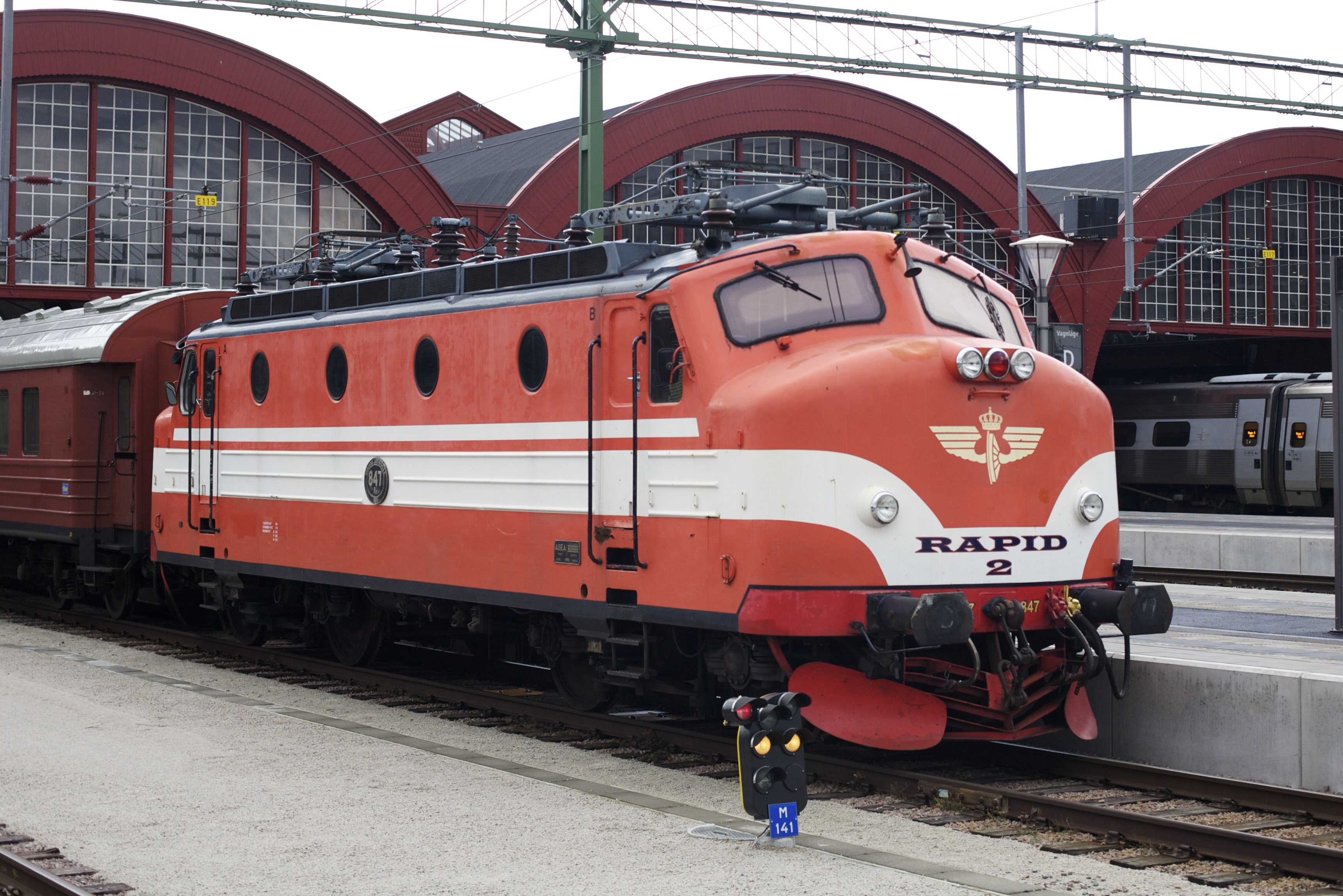
Ra 847 in orange-weißer Lackierung (2011)

Einige Ra sind bei Eisenbahnmuseen oder Eisenbahnvereinen erhalten geblieben:
- Ra 846 wurde 1987 vom Schwedischen Eisenbahnmuseum in Gävle übernommen und in den Anlieferzustand versetzt. Sie ist im Museumsbetrieb eingesetzt.
- Ra 847 ist seit 1989 bei der Museumsvereinigung Bergslagernas Järnvägssällskap in Göteborg.
- Ra 987 wurde 1996 vom Sveriges Järnvägsmuseum übernommen und 1997 leihweise an Nässjö Järnvägsmuseum abgegeben. 2012 wurde die Lokomotive vom Nässjö Järnvägsmuseum gekauft.
- Ra 994 ist seit 1988 bei Stockholms Kultursällskap för Ånga och Järnväg.

## STAB Ra
Ra 988 wurde 1997 von Sveriges Järnvägsmuseum übernommen und 2011 von Svensk Tågkraft AB (STAB) gekauft. Als STAB Ra 988 (91 74 1000 988-5) ist sie mit Sonderleistungen im Einsatz.